# Maria Schylander
Eva Maria Elisabeth Schylander-Marcelius (* 19. Mai 1973 in Frösön) ist eine frühere schwedische Biathletin.
Maria Schylander lebt und trainierte in Östersund. Sie startete für Frösö Idrottsförening. Seit 1987 betrieb sie Biathlon. Bei den Junioren-Weltmeisterschaften 1992 in Canmore gewann sie hinter Katrin Cruschwitz und Nathalie Santer die Bronzemedaille im Einzel. Ihr Debüt im Biathlon-Weltcup gab sie zum Auftakt der Saison 1992/93 in Pokljuka und kam als 25. eines Einzels sogleich in die Punkteränge. Erstes Großereignis wurden die Biathlon-Weltmeisterschaften 1993 in Borowetz, bei denen Schylander mit Eva-Karin Westin, Catarina Eklund und Christina Eklund im Staffelrennen zum Einsatz kam und Siebte wurde. Zudem kam sie im Einzel auf den 43. Platz. In Lillehammer nahm sie 1994 an den Olympischen Winterspielen teil und wurde 46. des Einzels und mit Westin, Catarina Eklund und Heléne Dahlberg Staffel-Neunte. Im Jahr darauf startete die Schwedin bei den Biathlon-Weltmeisterschaften 1995 in Antholz, wo sie 40. des Einzels, 71. der Verfolgung und mit Westin, Susanne Hjert und Magdalena Forsberg 14. im Staffelwettbewerb wurde. In der Saison 1996/97 konnte Schylander in Osrblie als Siebte ihr bestes Weltcupresultat und zugleich ihre einzige Platzierung unter den besten Zehn erreichen. Beim Saisonhöhepunkt 1996, der Weltmeisterschaft in Ruhpolding, belegte die Schwedin die Plätze 43 im Einzel, 34 im Sprint und mit Hjert, Forsberg und Kristina Brounéus Platz zehn im Sprint. Letztmals nahm Schylander 1997 in Osrblie an einer Weltmeisterschaft teil, bei der die Schwedin 57. des Einzels, 44. des Sprints und 43. der Verfolgung wurde. Letztes Großereignis waren die Olympischen Winterspiele 1998 in Nagano. Bei den Wettbewerben in Nozawa Onsen wurde sie 49. des Einzels, 60. des Sprints und mit Forsberg, Brounéus und Westin Zehnte des Staffelrennens. Nach der Saison 1997/98 beendete sie ihre Karriere.

## Biathlon-Weltcup-Platzierungen
Die Tabelle zeigt alle Platzierungen (je nach Austragungsjahr einschließlich Olympische Spiele und Weltmeisterschaften).
- 1.–3. Platz: Anzahl der Podiumsplatzierungen
- Top 10: Anzahl der Platzierungen unter den ersten zehn (einschließlich Podium)
- Punkteränge: Anzahl der Platzierungen innerhalb der Punkteränge (einschließlich Podium und Top 10)
- Starts: Anzahl gelaufener Rennen in der jeweiligen Disziplin
- Staffel: inklusive Mixed-Staffel

| Platzierung                                              | Einzel | Sprint | Verfolgung | Massenstart | Team | Staffel | Gesamt |
| -------------------------------------------------------- | ------ | ------ | ---------- | ----------- | ---- | ------- | ------ |
| 1. Platz                                                 |        |        |            |             |      |         |        |
| 2. Platz                                                 |        |        |            |             |      |         |        |
| 3. Platz                                                 |        |        |            |             |      |         |        |
| Top 10                                                   | 1      |        |            |             |      | 6       | 7      |
| Punkteränge                                              | 8      | 3      | 2          |             |      | 8       | 21     |
| Starts                                                   | 23     | 30     | 4          |             |      | 8       | 65     |
| Stand: Karriereende, Daten möglicherweise nicht komplett |        |        |            |             |      |         |        |